# Roberta Giarrusso
Roberta Giarrusso (Palermo, 24 febbraio 1982) è un'attrice, personaggio televisivo, ex modella e cantante italiana.

## Biografia

### Gli esordi
Inizia la carriera di modella nel 1997. Nel 2001, dopo essersi diplomata all'istituto tecnico industriale, partecipa al concorso di Miss Italia 2001 con il titolo di Miss Deborah Sicilia e Miss Cinema di Sicilia, aggiudicandosi il titolo nazionale a Salsomaggiore come Miss Televolto 2001. Nel 2002 è co-conduttrice di Viva Miss Italia, anteprima del famoso concorso. L'anno successivo è co-protagonista dello spot pubblicitario Felce Azzurra. Nel 2005 segue un corso di recitazione con Vittoria Febbi.

### Carriera
Debutta come attrice nella serie tv di Canale 5, Carabinieri, dove dal 2003 al 2008 è co-protagonista nel ruolo di "Sonia Martini" che l'ha consacrata come attrice e nella cultura pop italiana. Nel 2008 appare su Rai 1 nella serie tv Un caso di coscienza 3, regia di Luigi Perelli, e in un episodio della sesta stagione di Don Matteo. Nello stesso anno affianca, insieme a Sofia Bruscoli, Carlo Conti nella conduzione nella seconda edizione del programma di Rai 1, I migliori anni. Nel 2009 la Giarrusso ritorna su Rai Uno con la miniserie Il commissario Manara, regia di Davide Marengo, dove è protagonista con il ruolo di "Lara Rubino" successivamente anche nella seconda serie del commissario Manara 2, e su Rai 2 con la sit-com 7 vite 2.
Nel 2010 debutta in teatro con lo spettacolo Nel blu dipinto di blu, regia Claudio Insegno. Nel 2011 è nel cast di Squadra antimafia - Palermo oggi 3 e 4 nel ruolo di Giulia Platania, vedova del boss Totò Platania. È tra i protagonisti del film Fallo per papà di Ciro Ceruti e Ciro Villano. Nel 2012 appare nella puntata milanese della quinta stagione de I Cesaroni nel ruolo di Ilaria, amante di Flavio (Enrico Brignano), cugino dei protagonisti della serie. Nel 2013 è una delle protagoniste della commedia teatrale con la regia di Daniele Falleri intitolata Il marito di mio figlio nel ruolo di Lory. Nello stesso anno partecipa al film di Federico Moccia dal titolo Universitari - Molto più che amici nel ruolo di Lidia.
Nel 2014 la Giarrusso è una delle concorrenti del programma televisivo Tale e quale show. Il 4 maggio 2015 partecipa come concorrente al quiz preserale di Canale 5 Caduta libera. Il 17 luglio 2015 partecipa come concorrente in coppia con Serena Rossi a Gli italiani hanno sempre ragione, in onda su Rai 1. Nell'autunno dello stesso anno ha preso parte a 3 puntate del varietà Stasera tutto è possibile di Rai 2 (vi parteciperà altre 2 volte nel 2016). Dal 30 ottobre al 20 novembre 2015 torna in gara a Tale e quale show nella quarta edizione di Tale e quale show - Il torneo, in cui dà prova delle sue doti musicali.

## Vita privata
Dalla relazione con Riccardo Di Pasquale, imprenditore nel mondo del cinema e della musica, ha avuto una figlia, Giulia, nata il 20 luglio 2017. La coppia è convolata a nozze il 16 giugno 2019 a Roma.

## Filmografia

### Televisione
- Carabinieri - serie TV (2003-2008)
- Un caso di coscienza – serie TV (2008)
- Don Matteo – serie TV (episodio 6x22, 2008)
- Il commissario Manara – serie TV (2009-2011)
- 7 vite – Sitcom (2009)
- Squadra antimafia - Palermo oggi – serie TV (2011-2012)
- I Cesaroni – serie TV (episodio 5x14, 2012)
- Che Dio ci aiuti – serie TV (episodio 3x9, 2014)
- Non è stato mio figlio (2016)
- Sacrificio d'amore (2017)
- Il commissario Montalbano – serie TV, episodio: Salvo amato, Livia mia (2020)
- Dietro la notte, regia di Daniele Falleri – film TV (2021)

### Cinema
- Fallo per papà, regia di Ciro Ceruti e Ciro Villano (2012)
- Universitari - Molto più che amici, regia di Federico Moccia (2013)
- Attesa e cambiamenti, regia di Sergio Colabona (2016)
- MMA Love Never Dies, regia di Riccardo Ferrero (2017)
- Dietro la notte, regia di Daniele Falleri (2019)
- E buonanotte - Storia del ragazzo senza sonno, regia di Massimo Cappelli (2022)
- Sposa in rosso, regia di Gianni Costantino (2022)

## Programmi TV
- Miss Italia 2001 (Rai 1, 2001) – Concorrente
- Viva Miss Italia (Rai 1, 2002)
- I migliori anni (Rai 1, 2008)
- Tale e quale show 4 (Rai 1, 2014) – Concorrente
- Tale e quale show - Il torneo 3 (Rai 1, 2014) – Concorrente
- Tale e quale show - Il torneo 4 (Rai 1, 2015) – Concorrente
- Zecchino d'Oro 2017 (Rai 1, 2017) – Giurata
- Pechino Express (Rai 2, 2018) – Concorrente

## Riconoscimenti
- 2013 – Leggio d'oro
  - Premio alla voce della fiction[4]
- Premio Margutta sezione fiction[senza fonte]
- Giffoni film festival[senza fonte]